# 傑拉河
傑拉河是意大利的河流，位於西西里島，河道全長21公里，平均流量每秒0.8立方米，發源自皮亞扎阿爾梅里納，最終在傑拉注入傑拉灣。
37°03′N 14°15′E / 37.050°N 14.250°E